# Danis valestinax
Danis valestinax är en fjärilsart som beskrevs av Hans Fruhstorfer 1915. Danis valestinax ingår i släktet Danis och familjen juvelvingar. Inga underarter finns listade i Catalogue of Life.